# 萊昂哈德·歐拉望遠鏡

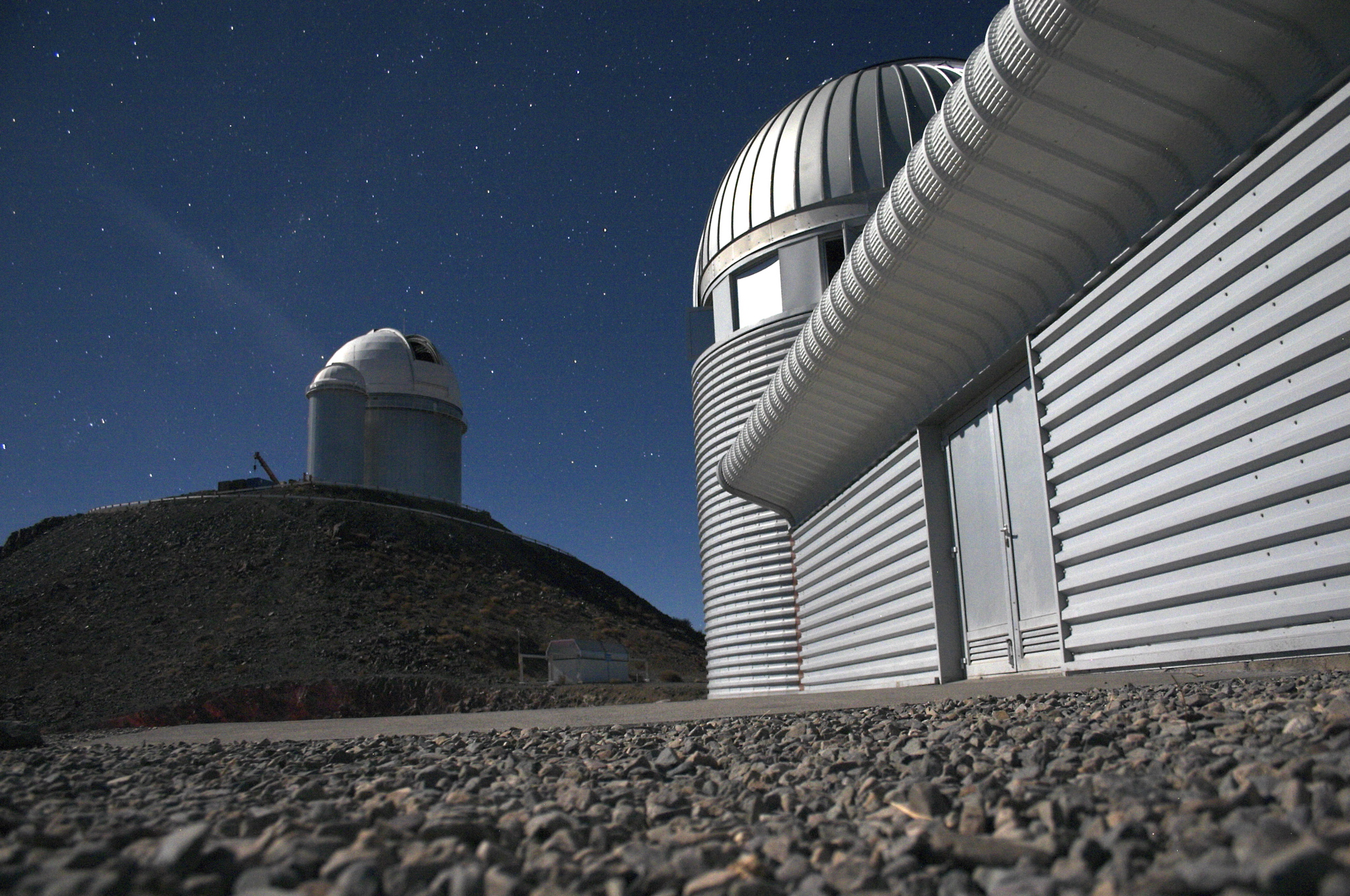
萊昂哈德·歐拉望遠鏡在本照片右方前景，遠處是ESO 3.6米望遠鏡。

瑞士1.2米萊昂哈德·歐拉望遠鏡（Swiss 1.2-m Leonhard Euler Telescope）是由瑞士日內瓦天文台裝設於智利拉西拉天文台的口徑1.2米反射望遠鏡。

## 概要
萊昂哈德·歐拉望遠鏡裝設有CORALIE攝譜儀以搜尋太陽系外行星，該望遠鏡發現的第一顆系外行星在恆星HD 13445旁。該行星的質量是木星的4倍，軌道週期15.8日。在這之後該望遠鏡發現了更多太陽系外行星，或者驗證了其他計畫發現的系外行星存在。
萊昂哈德·歐拉望遠鏡於1998年完成後至今都是由瑞士日內瓦大學操作。該望遠鏡以著名的瑞士數學家萊昂哈德·歐拉命名。
萊昂哈德·歐拉望遠鏡和麥卡托望遠鏡屬於南天太陽系外行星巡天計畫（Southern Sky extrasolar Planet search Programme）的成員望遠鏡，該計畫發現了許多太陽系外行星。

## 外部連結
- ESO La Silla 1.2m Leonhard Euler Telescope （页面存档备份，存于）

29°15′34″S 70°43′59″W / 29.25956°S 70.73297°W